# Muançar ibne Hamade ibne Muançar ibne Almuiz ibne Atia
Muançar ibne Hamade ibne Muançar ibne Almuiz ibne Atia (Mu'ansar ibn Hammad ibn Mu'ansar ibn al-Muizz ibn Atia) foi emir dos magrauas setentrionais do Magrebe Ocidental no século XI, governando de 1063 até sua morte em 1067/1068, e um membro do clã dos Banu Cazar.

## Vida
Muançar era filho de Hamade ibne Muançar ibne Almuiz ibne Atia. Ascendeu ao trono em 1063, em sucessão de seu parente Futu ibne Dunas, por escolha dos magrauas de Fez. Logo que assumiu teve que lutar com o Império Almorávida, que invadiu o Magrebe Ocidental sob o emir Iúçufe ibne Taxufine (r. 1061–1106). Foi derrotado pelos almorávidas em grande batalha e refugiou-se junto da tribo berbere dos sadinas, abandonando Fez. Algum tempo depois, porém, retornou, depôs o tenente de Iúçufe instalado em Fez e readquiriu controle de sua capital. Em 1067/1068, os almorávidas sitiaram Fez e Muançar tentou atacá-los, mas não saiu com vida da luta. Foi sucedido por seu filho Tamime ibne Muançar.